# Бергамаско
Бергама̀ско (на италиански: Bergamasco; на пиемонтски: Bergamäss, Бергамес) е село и община в Северна Италия, провинция Алесандрия, регион Пиемонт. Разположено е на 125 m надморска височина. Населението на общината е 780 души (към 2010 г.).